# Григорій Іванович Кологривий
Григорій Іванович Кологривий (*перша чв. 18 ст. Глухів— †після 1781) — військовий та політичний діяч, прихильник автономії Гетьманщини.

## Життєпис
Син значкового товариша Ніжинського полку Івана Івановича Кологривого.

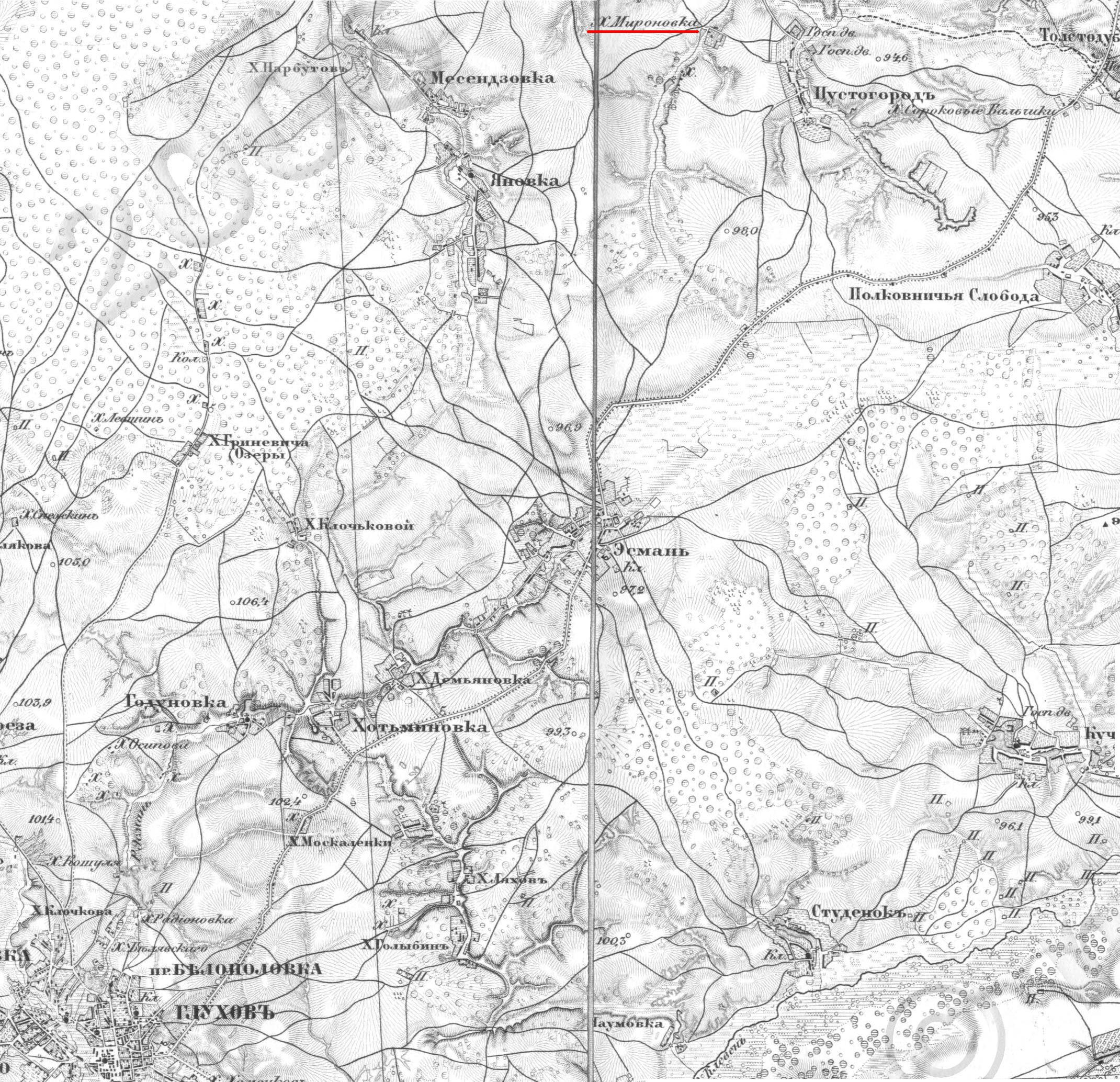
Хутір Миронівка на карті середини 19ст.

Його дід, Іван Миронович Кологривий, народження року 1654-го, був осавулом Глухівської сотні Ніжинського полку. 13.2.1716 року Гетьман Іван Скоропадський, надав йому до його невеликого маєтку ще «шість дворів» від с. Пустогорода, з яких разом утворився хутір Миронівка, що до 1736 року рахувався за Іваном Кологривим, батьком Григорія. 11 березня 1728 року дід Григорія помер у власному дворі у Москві, на Китайгороді.
Навчався в Києві (можливо у Чернігові). Службу розпочав хорунжим Генеральної артилерії. З канцеляриста піднявся до сотенного писаря й отамана Глухівської сотні та в 1749 році посів уряд осавула ґенеральної артилерії. 3 1750 року потрапив під слідство за висловлювання проти перебування військ Російської імперії у Гетьманщині. За часів гетьмана Кирила Розумовського став осавулом Генеральної артилерії (від 1759 року). 
Фінансував спорудження у 1752-1767 рр. Спасо-Преображенської церкви в Глухові під наглядом головного архітектора міста Андрія Квасова (1720 – після 1770). 
1768 року був відряджений президентом Малоросійської колегії Петром Рум'янцевим до Запорозької Січі втихомирити бунт сіроми, для чого використав як гамівний захід промову історично-політичного змісту на теми українського минулого, яка розглядається як пам'ятка тогочасного історичного мислення.
Був ктитором Михайлівської церкви в Глухові.